# Jean Bouman

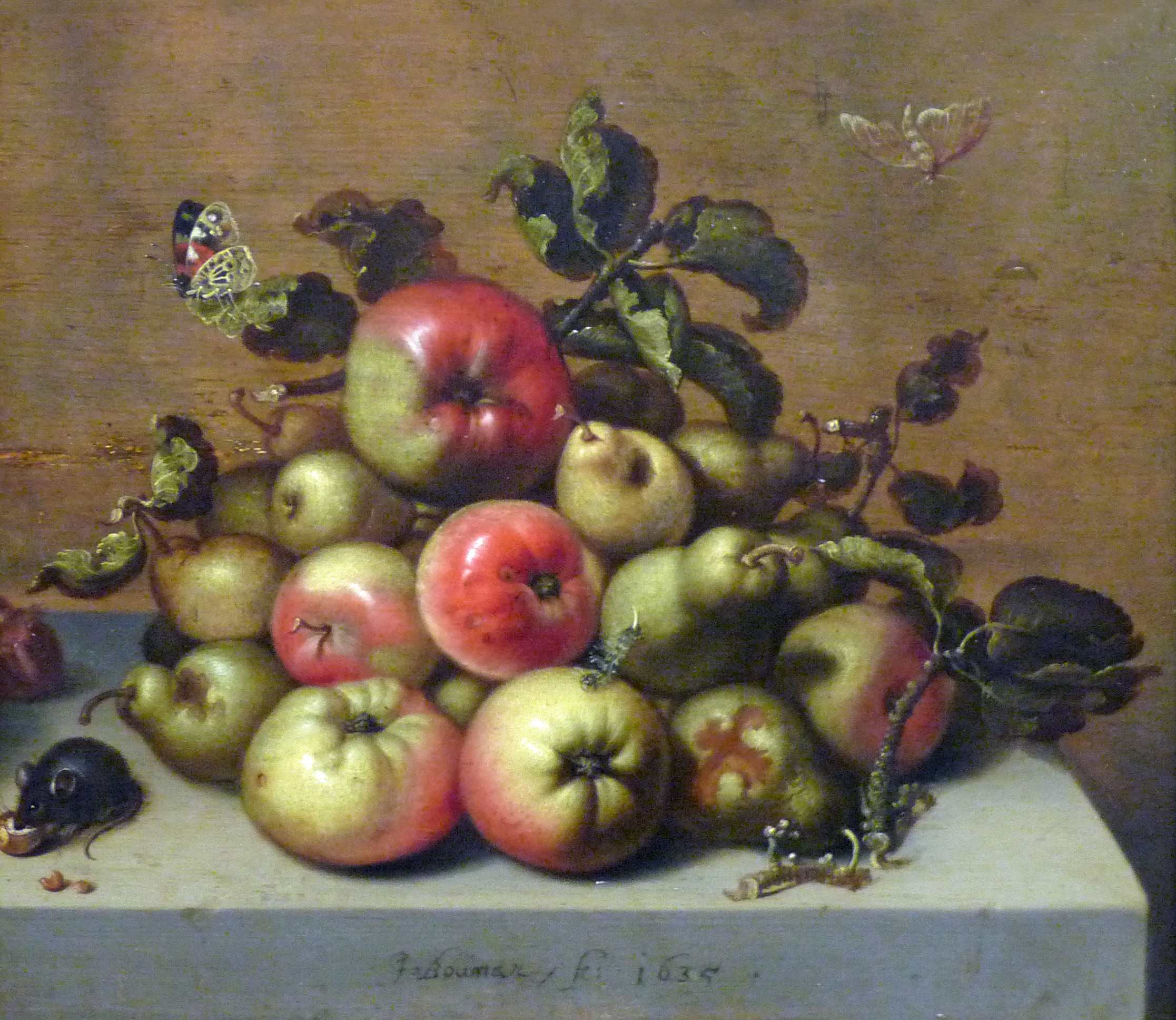
Naturaleza muerta, Museo de Bellas Artes de Estrasburgo.

Jean Bouman o Johannes Bouman o también Jan Bouman (Estrasburgo, ca. 1601 - Utrecht, ca. 1658) fue un pintor alsaciano que se especializó en la pintura de bodegón, sobre todo en la de frutas. Casi nada se sabe de su biografía, más allá de su fecha de bautismo en Estrasburgo el 17 de diciembre de 1601, y que se estableció en la ciudad de Ámsterdam en 1622, donde ejerció su oficio de pintor. En 1626, contrajo matrimonio con Anna Brongers de Wezel. 